# ブランドン・モス
ブランドン・ダグラス・モス（Brandon Douglas Moss, 1983年9月16日 - ）は、アメリカ合衆国ジョージア州ウォルトン郡モンロー出身のプロ野球選手（一塁手または外野手）。右投左打。現在はフリーエージェント。愛称はモス・ドッグ。

## 経歴

### プロ入りとレッドソックス時代
2002年のMLBドラフトでボストン・レッドソックスから8巡目（全体238位）で指名され、プロ入り。それまでは投手兼二塁手としてプレーしていたが、内野手として入団した。
2003年に二塁手から右翼手に転向された。
2006年にはAA級ポートランド・シードッグスで133試合に出場し、打率.285・12本塁打・83打点を記録。
2007年はAAA級ポータケット・レッドソックスでプレーしていたが、忌引休暇でチームを離れたエリック・ヒンスキーに代わって8月6日にメジャー初昇格。同日のロサンゼルス・エンゼルス・オブ・アナハイム戦で、4回裏からマニー・ラミレスに代わって左翼手の守備に入りメジャーデビュー。8月10日にヒンスキーの復帰によりAAA級ポータケットに降格するが、その後は再昇格を見通して右翼手以外にも左翼手、中堅手、一塁手として出場した。ロースターが40人に拡大された9月1日にメジャー再昇格。レッドソックスの外野陣はマニー・ラミレス、J.D.ドリュー、ココ・クリスプ、ジャコビー・エルズベリーらがいたため層が厚く、出場のチャンスに恵まれない中で15試合に出場し打率.280を記録した。
2008年3月25日、東京ドームで行われたオークランド・アスレチックスとのメジャー開幕戦では、6番右翼手でスタメン出場（試合前の打撃練習で腰の張りを訴えたJ.D.ドリューの代役として出場）。6回表にタイムリーヒットを打ってアスレチックスの先発ジョー・ブラントンをマウンドから引きずり降ろし、1点を追う9回表には抑えのヒューストン・ストリートから自身メジャー初本塁打となる起死回生の同点本塁打を打つ活躍を見せ、レッドソックスの開幕戦の勝利に大きく貢献した。

### パイレーツ時代
2008年シーズン中、トレード期限となった7月31日にマニー・ラミレス、ジェイソン・ベイを軸としたロサンゼルス・ドジャース、ピッツバーグ・パイレーツそしてレッドソックスの3球団による三角トレードが成立し、クレイグ・ハンセンと共にピッツバーグ・パイレーツへ移籍し、ベイの代わりの外野手として起用される。
2009年は開幕戦スタメンこそ勝ち取るもののギャレット・ジョーンズ、デルウィン・ヤングの台頭もあり、ピンチヒッターとしての起用が多くなる。
2010年はスプリングトレーニングから不振のため、ほとんどをマイナーで過ごす。

### フィリーズ時代
2011年にフィラデルフィア・フィリーズとマイナー契約。9月に昇格するが出場はほとんど無く、シーズン終了後にFAとなった。

### アスレチックス時代
2011年12月1日にオークランド・アスレチックスとマイナー契約を結んだ。
2012年6月6日に昇格し、昇格後9試合で4試合連続を含む6本塁打を放ち不振にあえぐ打線のカンフル剤となった。結局、シーズン通して一塁手としてクリス・カーターとのプラトーン起用されながら265打数でチーム3位の21HR、OPS.954とチームの地区優勝に大きく貢献した。
2013年は、一塁ないし右翼のレギュラーに定着し、145試合に出場。自身初の30本塁打・80打点のラインをクリアし、大砲としてチームに貢献した。30本塁打は、ア・リーグ8位タイの数字だった。守備成績は一塁でも右翼でも芳しくなく、一塁は111試合で7失策・守備率.990・DRS - 12、右翼は27試合で1失策・守備率.978・DRS - 4という内容だった。
2014年1月17日にアスレチックスと410万ドルの1年契約に合意した。この年は、自身初めてMLBオールスターに選出された。レギュラーシーズンの成績を、前年を僅かに更新する自己ベストの147試合に出場。2年連続で打率を落として.234だったが、25本塁打を放って81打点を叩き出し、3年連続20本・2年連続80打点のラインをクリアした。喫した三振153は、自己ワーストを更新してしまった。守備では、2013年以上にプラトーン性が強くなり、67試合で一塁、56試合で左翼、34試合で右翼を守った。一塁では5失策・守備率.990・DRS - 4と相変わらず良くない内容だったが、左翼では±0、右翼では + 6のDRSを記録し、外野守備では健闘した。

### インディアンス時代
2014年12月8日にジョーイ・ウェンドルとのトレードで、クリーブランド・インディアンスへ移籍した。
2015年1月16日に球団と年俸調停を回避し1年総額650万ドルで契約を結んだ。ここでは右翼手のレギュラー格として起用され、移籍するまでに94試合に出場。持ち前のパワーを発揮して17二塁打・15本塁打と長打を量産したが、打率.217・106三振とミート面では芳しくなかった。右翼手の守備は79試合で守りに就き、4失策・守備率.975・DRS - 3という成績で安定感を欠いた。また、10試合で一塁手も守った。

### カージナルス時代
2015年7月30日にロブ・カミンスキーとのトレードで、セントルイス・カージナルスへ移籍した。
加入後は51試合に出場し、打率は移籍前より上昇して.250だったが、4本塁打・8打点という物足りない数字に終わった。カージナルスでは主に一塁を守り（32試合）、無失策でDRS +1という堅実な成績をマークした。外野では、右翼手（3試合）よりも左翼手（10試合）を多く守った。なお、インディアンス時代との通算では、145試合の出場で打率.226・19本塁打・58打点という成績で、3年連続で続けていた20本塁打以上が途切れた。
2016年は128試合に出場すると4年ぶりに規定打席に届かなかったが、打率.225・28本塁打・67打点・1盗塁という成績で、自身2番目に多い28本塁打をマーク。オフの11月3日にFAとなった。

### ロイヤルズ時代
2017年2月1日に2年総額1200万ドル（2019年のオプション付き）でカンザスシティ・ロイヤルズと契約した。この年は118試合に出場して打率.207・22本塁打・50打点・2盗塁の成績を残した。

### アスレチックス復帰
2018年1月29日にジェシー・ハン、ヒース・フィルマイヤーとのトレードで、ライアン・バクターと共にアスレチックスへ移籍した。3月4日に ハイロ・レイバートの加入に伴いDFAとなり、6日に自由契約となった。

## プレースタイル
速球を得意とするパワーヒッターであり、2012年から3年連続で20本塁打以上を放っている。一方で三振が多く、同期間中は出場試合数とほぼ同数の三振を喫している。守備能力はあまり高くないため、一塁手・左翼手・右翼手で起用される。

## 詳細情報

### 年度別打撃成績
| 年 度     | 球 団     | 試 合 | 打 席 | 打 数 | 得 点 | 安 打 | 二 塁 打 | 三 塁 打 | 本 塁 打 | 塁 打 | 打 点 | 盗 塁 | 盗 塁 死 | 犠 打 | 犠 飛 | 四 球 | 敬 遠 | 死 球 | 三 振 | 併 殺 打 | 打 率 | 出 塁 率 | 長 打 率 | O P S |
| --------- | --------- | ----- | ----- | ----- | ----- | ----- | -------- | -------- | -------- | ----- | ----- | ----- | -------- | ----- | ----- | ----- | ----- | ----- | ----- | -------- | ----- | -------- | -------- | ----- |
| 2007      | BOS       | 15    | 29    | 25    | 6     | 7     | 2        | 1        | 0        | 11    | 1     | 0     | 0        | 0     | 0     | 4     | 0     | 0     | 6     | 1        | .280  | .440     | .477     | .379  |
| 2008      | BOS       | 34    | 86    | 78    | 7     | 23    | 5        | 1        | 2        | 36    | 11    | 1     | 1        | 0     | 2     | 6     | 0     | 0     | 25    | 0        | .295  | .337     | .462     | .799  |
| 2008      | PIT       | 45    | 177   | 158   | 12    | 35    | 10       | 2        | 6        | 67    | 23    | 0     | 1        | 0     | 3     | 15    | 1     | 1     | 45    | 2        | .222  | .288     | .424     | .712  |
| '08計     | PIT       | 79    | 263   | 236   | 19    | 58    | 15       | 3        | 8        | 103   | 34    | 1     | 2        | 0     | 5     | 21    | 1     | 1     | 70    | 2        | .246  | .304     | .436     | .740  |
| 2009      | PIT       | 133   | 424   | 385   | 47    | 91    | 20       | 4        | 7        | 140   | 41    | 1     | 5        | 0     | 1     | 34    | 3     | 4     | 84    | 7        | .236  | .304     | .364     | .668  |
| 2010      | PIT       | 17    | 27    | 26    | 2     | 4     | 1        | 0        | 5        | 2     | 0     | 0     | 0        | 0     | 0     | 1     | 0     | 0     | 6     | 1        | .154  | .185     | .192     | .377  |
| 2011      | PHI       | 5     | 6     | 6     | 0     | 0     | 0        | 0        | 0        | 0     | 0     | 0     | 0        | 0     | 0     | 0     | 0     | 0     | 2     | 1        | .000  | .000     | .000     | .000  |
| 2012      | OAK       | 84    | 296   | 265   | 48    | 77    | 18       | 0        | 21       | 158   | 52    | 1     | 1        | 0     | 2     | 26    | 2     | 3     | 90    | 5        | .291  | .358     | .596     | .954  |
| 2013      | OAK       | 145   | 505   | 446   | 73    | 114   | 23       | 3        | 30       | 233   | 87    | 4     | 2        | 0     | 3     | 50    | 3     | 6     | 140   | 4        | .256  | .337     | .522     | .859  |
| 2014      | OAK       | 147   | 580   | 500   | 70    | 117   | 23       | 2        | 25       | 219   | 81    | 1     | 0        | 0     | 3     | 67    | 7     | 10    | 153   | 6        | .234  | .334     | .438     | .772  |
| 2015      | CLE       | 94    | 375   | 337   | 36    | 73    | 17       | 1        | 15       | 137   | 50    | 0     | 0        | 0     | 3     | 32    | 2     | 3     | 106   | 9        | .217  | .288     | .407     | .695  |
| 2015      | STL       | 51    | 151   | 132   | 11    | 33    | 7        | 1        | 4        | 54    | 8     | 0     | 1        | 0     | 0     | 17    | 2     | 2     | 42    | 3        | .250  | .344     | .409     | .753  |
| '15計     | STL       | 145   | 526   | 469   | 47    | 106   | 24       | 2        | 19       | 191   | 58    | 0     | 1        | 0     | 3     | 49    | 4     | 5     | 148   | 12       | .226  | .304     | .407     | .711  |
| 2016      | STL       | 128   | 464   | 413   | 66    | 93    | 19       | 2        | 28       | 200   | 67    | 1     | 0        | 0     | 5     | 39    | 3     | 7     | 141   | 8        | .225  | .300     | .484     | .784  |
| 2017      | KC        | 118   | 401   | 362   | 41    | 75    | 14       | 0        | 22       | 155   | 50    | 2     | 0        | 0     | 2     | 37    | 0     | 0     | 128   | 7        | .207  | .279     | .428     | .707  |
| MLB：11年 | MLB：11年 | 1016  | 3521  | 3133  | 419   | 742   | 159      | 17       | 160      | 1714  | 473   | 11    | 11       | 0     | 24    | 328   | 23    | 36    | 968   | 54       | .237  | .314     | .452     | .766  |

- 2017年度シーズン終了時

### 記録
- MLBオールスターゲーム選出：1回（2014年）

### 背番号
- 44（2007年 - 2008年途中、2009年 - 2010年、2015年 - 同年7月29日）
- 39（2008年途中 - 同年終了）
- 24（2011年）
- 37（2012年 - 2014年、2016年 - 2017年）
- 21（2015年7月30日 - 同年終了）